# Diuretyki pętlowe
Diuretyki pętlowe – grupa szybko, krótko i silnie działających leków moczopędnych.

## Mechanizm działania
Diuretyki pętlowe hamują resorpcję zwrotną jonu chlorkowego we wstępującym odcinku pętli Henlego i w następstwie jonu sodowego. Pociąga to za sobą zwiększone wydalanie jonów potasu, wapnia i magnezu jednak w mniejszym stopniu niż jonów sodu.
Mają również wpływ na hemodynamikę w mechanizmach pozanerkowych.

## Zastosowanie
Stosuje się je w stanach nagłych wymagających szybkiego zmniejszenia objętości płynów krążących. Mogą być wykorzystane łącznie z dużymi objętościami płynów do uzyskania diurezy forsowanej w leczeniu zatruć.
Ponadto w stanach ze znacznie obniżonym wskaźnikiem filtracji kłębuszkowej (niewydolność nerek), w ciężkiej niewydolności krążenia, obrzęku płuc, ciężkim nadciśnieniu tętniczym.

## Działania niepożądane
Silne działanie powoduje możliwość powstania dużych zaburzeń elektrolitowych: może wystąpić hipowolemia, hiponatremia, hipokaliemia, hipomagnezemia, hipokalcemia zasadowica z niedoboru chloru. Niektóre diuretyki pętlowe mogą być silnie ototoksyczne. Do tego mogą dojść ortostatyczne spadki ciśnienia tętniczego, z zapaścią włącznie. Wymagają (z racji dużej siły działania) odpowiednich wskazań i ścisłej kontroli elektrolitów, zwłaszcza przy stosowaniu glikozydów naparstnicy.

## Leki należące do grupy diuretyków pętlowych
- furosemid
- kwas etakrynowy
- torasemid
- diuretyki rtęciowe